# Gerold-Verlag
Der Gerold-Verlag war ein Verlag und eine Druckerei in Pößneck in Thüringen im 19. und 20. Jahrhundert.

## Geschichte
1828 wurde die Pößnecker Zeitung gegründet.
1854 ging die Druckerei an Friedrich Gerold über. 1888 übergab er sie an Otto Gerold. Seit 1891 (oder 1901) war Ernst Schertling der neue Eigentümer.
1925 wurde eine neue große Druckerei für etwa 250 Mitarbeiter in der Öpitzer Straße gebaut.
Seit dieser Zeit wurde dort vor allem Heimatliteratur, aber auch offizielle behördliche Publikationen, Hochschulschriften und über 20 Zeitschriften herausgegeben.
Um 1935 waren Ernst, Paul (siehe auch: seine Tochter Gisela Schertling) und Rudolf Schertling die gemeinsamen Eigentümer. Der Sitz des Verlages war am Steinweg 4.
1947 wurde die Druckerei verstaatlicht  und in den Karl-Marx-Verlag umgewandelt. Danach entstand daraus das Karl-Marx-Werk in Pößneck, zusammen mit dem ehemaligen Vogel-Verlag.